# Men with Guns
Men with Guns (castellà: Hombres armados) és una pel·lícula dramàtica nord-americana de 1997 escrita i dirigida per John Sayles i protagonitzada per Federico Luppi, Damián Delgado, Damián Alcázar i Mandy Patinkin. Els productors executius foren Lou Gonda i Jody Patton.
Ambientada en un país d'Amèrica Llatina sense nom, és la història del descobriment d'un home del que va passar realment en la història política de la seva nació i dels seus estudiants. Va ser filmat a Mèxic i la majoria de l'equip de rodatge era mexicà.

## Sinopsi
El Dr. Fuentes (Federico Luppi) és un professor de medicina i metge prop de la seva jubilació i la seva dona ha mort recentment. Va ensenyar a un grup de set persones –ho considera un dels seus grans èxits– que forma joves per oferir atenció sanitària a ciutadans empobrits a les muntanyes perifèriques, on les petites comunitats agrícoles lluiten per sobreviure.
Fuentes ha sentit rumors que els seus antics alumnes s'han perdut i possiblement mort, així que reuneix el coratge i viatja al camp per investigar. No és fins que comença el seu viatge que descobreix que els seus alumnes vivien en un món molt diferent del que s'havia imaginat quan es troba amb guerrillers i soldats. Mentre Fuentes s'endinsa a la jungla a la recerca dels seus estudiants, descobreix que els homes amb pistoles han arribat primer, els seus estudiants són amenaçats per molts hombres armados, forces militars que torturen i assassinen per intimidar la gent. Descobreix que els guerrillers dels grups polítics de l'oposició són només una mica menys agressius.
En el seu viatge acumula uns quants companys de viatge: el Pare Portillo (Damián Alcázar), un sacerdot caigut que ha perdut la fe; Domingo (Damián Delgado), un desertor de l'exèrcit sense país; Conejo (Dan Rivera Gonzalez), un orfe que sobreviu robant; i Graciela (Tania Cruz), una dona que s'ha quedat muda després de ser violada pels militars. Fuentes troba que el seu viatge és revelador, però també perillós com més s'hi aventura. Acaba viatjant cap a les muntanyes, cercant el seu últim estudiant, sobre el qual es rumoreja que viu en un poble paradisíac adalt a les muntanyes, estalvi de la violència que ha engolit el camp. A mesura que el metge i els seus companys s'acosten a aquest lloc mig mític, el viatge esdevé una recerca de seguretat i una garantia per a Fuentes que la seva vida ha tingut un sentit.

## Repartiment
- Federico Luppi com a Dr. Fuentes
- Damián Delgado com a Domingo, el soldat
- Dan Rivera Gonzalez com a Conejo, el noi
- Tania Cruz com a Graciela, la noia muda
- Damián Alcázar com a Padre Portillo, el sacerdot
- Mandy Patinkin com a Andrew
- Kathryn Grody com a Harriet
- Roverto Sosa com a Bravo
- Carmen Madrid com a Angela, filla del Dr. Fuentes
- Esteban Soberanes com a Raúl, promés d'Angela
- Alejandro Springall com a Carlos, fill del Dr. Fuentes

## Rodatge
La fotografia principal es va fer en trenta-set dies de rodatge al gener i febrer de 1997 i es va rodar en més de quaranta llocs.
Les pel·lícules de John Sayles solen tenir consciència política. Les preocupacions socials són un tema que recorre la major part de la seva obra. La idea d'aquesta pel·lícula va sorgir dels seus amics, un dels quals era el novel·lista Francisco Goldman. Tenia un oncle que era metge a Guatemala i estava implicat en un programa de salut internacional. Uns anys més tard es va assabentar que la majoria dels seus estudiants, que havia enviat per servir com a metges rurals, havien estat assassinats pel govern que donava suport al programa.
Sayles no anomena el país a la pel·lícula, i la música és bastant eclèctica i no lligada a cap país llatinoamericà concret. Això és perquè Sayles no volia que la gent pensi que «només pot passar a El Salvador, això només pot passar a Guatemala o Mèxic». Va sentir que la pel·lícula té connotacions universals i que els esdeveniments retratats a la història podrien haver passat a qualsevol lloc del planeta.

### Localitzacions
La pel·lícula va ser filmada íntegrament a Mèxic, en uns quaranta llocs, incloent: ciutat de Mèxic; Ciudad Nezahualcóyotl; Pueblo Naranjal, Xonotzintla, Soledad Atzompa, Soledad de Doblado, Zongolica, i Jalapilla, totes a Veracruz; 
Palenque i San José Babilonia, ambdues a Chiapas.

## Recepció

### Resposta crítica
A Roger Ebert, crític de cinema al Chicago Sun-Times, li va agradar la pel·lícula i va escriure: Men With Guns és immensament commovedora i trista, i tanmateix perquè s'atreveix tant, és una pel·lícula engrescadora, s'allibera d'històries concretes sobre aquest mal o aquella estratègia, per retrocedir i mirar el panorama general: les societats fracassen perquè el poder s'ha concentrat en mans de petits homes fets grans amb pistoles."
Al crític Jack Mathews li va agradar l'estil senzill i sense adorns de Sayles, i va escriure: «Men With Guns és un viatge lent, amb moltes converses traduïdes, i Sayles el manté pur. Els actors parlen en quatre dialectes, i no hi ha res sobre la pel·lícula, a part de la parella mal concebuda (Mandy Patinkin i Kathryn Grody) utilitzada com a relleu còmic, per revelar-ne l'origen americà. Sayles mai no ha estat un estilista visual, i la seva darrera pel·lícula és tan directa i argumental com qualsevol de les anteriors.» Andrew Johnston va escriure a Time Out New York, «El títol de l'últim film de John Sayles suggereix una alosa tarentinesca, però no us deixeu enganyar: aquí no hi ha sicaris assenyats. Men with Guns és una ombrívola rumia sobre la naturalesa. de violència i els efectes de vegades desastrosos de les bones intencions. Tot i que no és tan èpica com el seu darrer film, la magistral Lone Star, no deixa de ser un altre triomf audaç per un dels cineastes més independents dels Estats Units."
Segons l'agregador de crítiques Rotten Tomatoes el 89% d'un total de vint-i-set crítiques van donar una recensió positiva.

### Premis
Guanyador
- Festival Internacional de Cinema de Sant Sebastià 1997: Premi FIPRESCI, per expressar amb sensibilitat i eficàcia un dels problemes essencials del nostre temps; Premi  Grand Prix  de l'Associació Internacional de Cinema Catòlic (OCIC); Premi Solidari; tot per a John Sayles, 1997.[8]

Nominat
- Festival Internacional de Cinema de Donostia-Sant Sebastià: Golden Seashell, John Sayles, 1997.
- Premis British Independent Film: Premi a la millor pel·lícula estrangera independent en llengua estrangera, 1998.
- Premis British Independent Film: Millor pel·lícula en llengua estrangera, 1998.
- Premis Globus d'Or: Millor pel·lícula en llengua estrangera, 1999.
- Political Film Society, Premi de la Pau, 1999.

## Llançament
Men with Guns va ser estrenat al Festival de Cinema de Telluride, Colorado, el 30 d'agost de 1997 i uns dies després, al Festival Internacional de Cinema de Toronto. Va sortir a les cinemes nord-americanes el 27 de març de 1998.
La pel·lícula va ser presentada a diversos festivals internacionals de cinema, incloent: el Festival de Cinema de Deauville, França; el Festival Internacional de Cinema de Sant Sebastià, Espanya; el Festival Internacional de Cinema d'Edimburg, Escòcia; el Festival Internacional de Cinema de Hèlsinki, Finlàndia; el Festival de Cinema de Reykjavík, Islàndia; i altres.

## Banda sonora
Rykodisc va publicar la banda sonora original el 24 de febrer de 1998. El CD conté vint-i-tres cançons el text de la banda sonora escrita per Mason Daring.
La música te un color sud-americà. Els diferents estils inclouen: cumbia colombiana; una xaranga; una orquestra maia; la cantant peruana Susana Baca hi a cappella; el hip-hop funky d'El General; i la marimba baix de Mason Daring i la partitura de guitarra espanyola.